# Monica Hesse
Monica Hesse est une journaliste, autrice et romancière américaine.

## Biographie
Originaire de Normal, dans l'Illinois, Monica Hesse est diplômée d'un master en anglais du Bryn Mawr College, et d'une maîtrise en écriture non romanesque au Johns Hopkins University. 
Monica Hesse est chroniqueuse de la section Style de The Washington Post. Elle écrit fréquemment sur le genre et son impact sur la société,,. En 2018, elle est nommée première chroniqueuse spécialiste du genre dans l’histoire du média. Elle est l'auteure de plusieurs romans de fiction,.
Elle vit et travaille à Washington.

## Reconnaissance
En 2017, Monica Hesse est récompensée de l'Edgar Award du meilleur roman policier pour jeunes adultes, pour son livre Girl in the Blue Coat. En 2017, elle est lauréate du prix Narrative Storytelling de la Society for Feature Journalism.

## Récompenses
- 2014 : Prix des éditeurs de The Washington Post
- 2014 : Lauréate du concours d'écriture narrative du meilleur journal américain
- 2017 : Edgar Allan Poe Award du meilleur roman policier pour jeunes adulte pour Girl in the Blue Coat, Mystery Writers of America
- 2017 : Première place du Narrative Storytelling, Society for Features Journalism